# 堤川操車場
堤川操車場（チェチョンそうしゃじょう）または堤川操車場駅（チェチョンそうしゃじょうえき）は、大韓民国忠清北道堤川市にある韓国鉄道公社の操車場である。2017年現在、当駅に停車する旅客列車は存在しない。

## 経由する路線
- 韓国鉄道公社
  - 中央線

## 歴史
- 1966年10月14日 : 開業。
- 2006年11月1日 : 旅客取扱中止。

## 隣の駅
韓国鉄道公社
中央線
鳳陽駅 - 堤川操車場 - 堤川駅